# Solun (Olovo, BiH)
Solun je naseljeno mjesto u općini Olovo, Federacija Bosne i Hercegovine, BiH.
Nalazi se pet kilometara od Olova. Kroz mjesto koju protječe Krivaja.

## Stanovništvo

### Popisi 1971. – 1991.
| Solun              |              |              |              |
| godina popisa      | 1991.        | 1981.        | 1971.        |
| Muslimani          | 419 (74,55%) | 362 (76,37%) | 284 (66,04%) |
| Srbi               | 125 (22,24%) | 106 (22,36%) | 136 (31,62%) |
| Hrvati             | 2 (0,35%)    | 1 (0,21%)    | 5 (1,16%)    |
| Jugoslaveni        | 9 (1,60%)    | 0            | 0            |
| ostali i nepoznato | 7 (1,24%)    | 5 (1,05%)    | 5 (1,16%)    |
| ukupno             | 562          | 474          | 430          |

### Popis 2013.
| Solun              |            |
| godina popisa      | 2013.      |
| Bošnjaci           | 375 (100%) |
| Hrvati             | 0          |
| Srbi               | 0          |
| ostali i nepoznato | 0          |
| ukupno             | 375        |

## Drvena džamija u Solunu
Nalazi se na udaljenosti od oko 760 metara zračne udaljenosti od sela Solun, koje se nalazi oko 8 km sjeverozapadno od Olova, u dolini rijeke Krivaje, smješteno uz cestu Olovo-Zavidovići.
Nema pouzdanih podataka o vremenu gradnje, pa se pretpostavlja da je to bilo 1546. godine, što je pisalo na tarihu džamije, ali tarih džamije nije sačuvan. Džamija je obnovljena 1935. godine. Pripada tipu drvenih džamija s prednjim mahfilom, ima otvoreni vanjski trijem s galerijom i pokrivena je četverovodnim, ne strmim krovom, kroz koji prolazi drvena munara. Od prvobitne stare džamije sačuvana su samo originalna ulazna vrata, koja se na sadašnjoj džamiji nalaze na ulazu na mahfil, i drveni objekt pored džamije, koji je od 1960. – 1983. godine bio pretvoren u mekteb. Kameno korito česme i kameni prag na ulazu u džamiju, doneseni su s lokaliteta Očevija iz općine Vareš.
U džamijskom haremu se nalazi drveno turbe u koje su po narodnom predanju ukopana dva brata blizanca, šehida iz sultan Fatihove vojske. Zbog njih se i danas jednom godišnje na ovom mjestu okupi svijet na tradicionalnu dovu. Dekoracija unutrašnjosti džamije je iz perioda nakon II. svjetskog rata.
Aktivna je samo u vrijeme Bajrama i u vrijeme tradicionalne godišnje dove.
Proglašena je za nacionalni spomenik Bosne i Hercegovine koji čine: drvena džamija, drveno turbe, drveni mekteb, staro kameno korito česme i harem s mezarjem.

## Šport
Održava se Zajednički memorijalni malonogometni turnir šehidi Soluna i Adin Mustajbegović.